# SS del Cigne

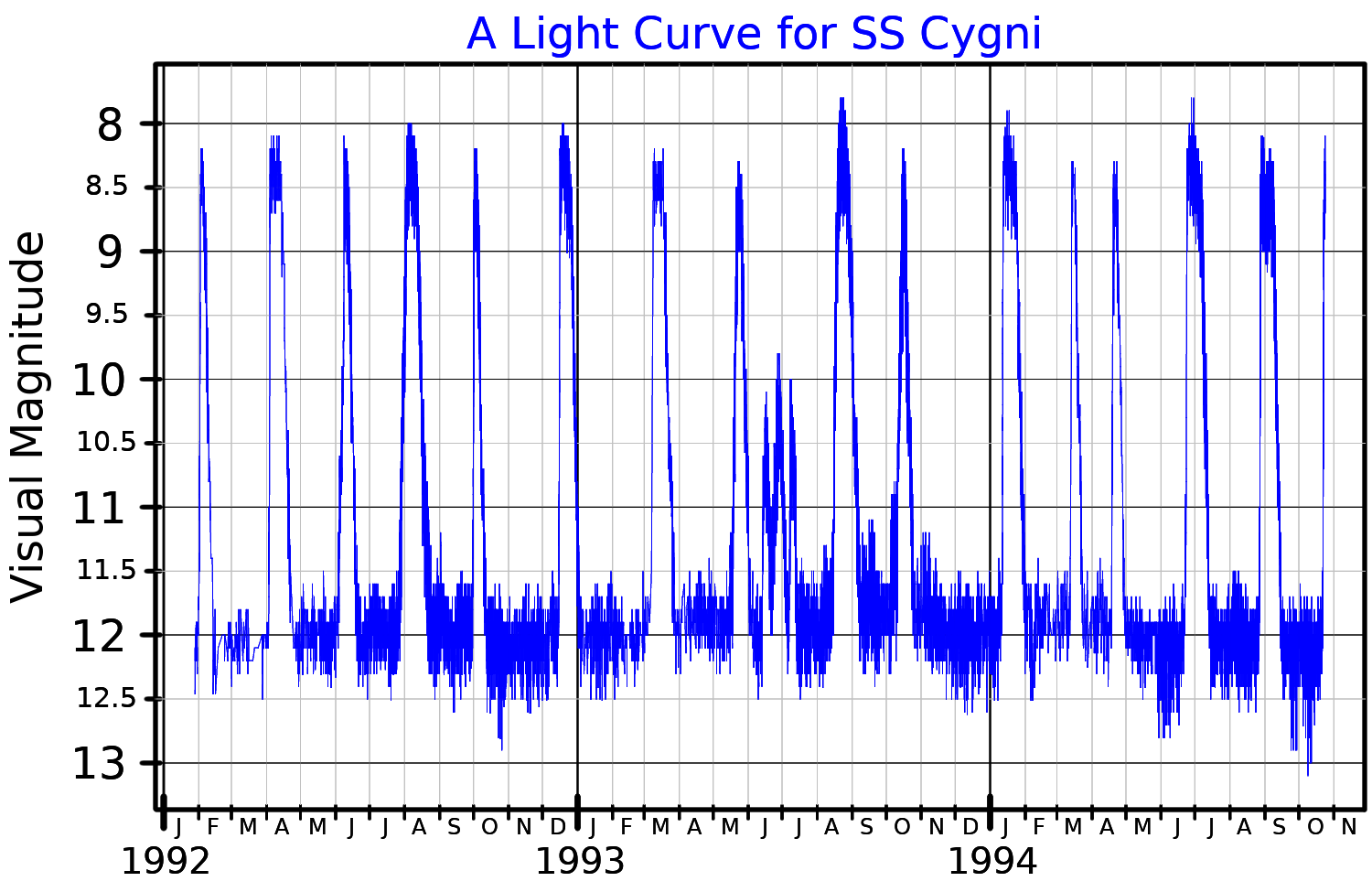
Corba visual de llum de la seva magnitud.

SS del Cigne (SS Cygni) és un estel variable a la constel·lació del Cigne (Cygnus) que s'hi troba a una incerta de distància de 330 anys llum del sistema solar. Igual que U Geminorum és una variable de les anomenades noves nanes. Descoberta per Louisa D. Wells el 1896, és un dels estels variables més famosos del cel i probablement el més observat.
SS Cygni mostra un estat de quietud el 75% del temps. Sense previ avís la seva lluentor comença a augmentar per aconseguir la màxima magnitud en aproximadament un dia. La seva magnitud aparent oscil·la entre un mínim de +12,2 i un màxim de +8,3. La seva corba de llum alterna esclats curts (d'uns 8 dies) i llargs (d'uns 18 dies). Aquests episodis es repeteixen cada 4 - 10 setmanes. Al costat d'ells, esporàdicament s'observen esclats anòmals de forma ampla i simètrica.
SS Cygni, com la resta de les noves nanes, és un estel binari compost per un estel primari, una nana blanca densa i calenta, i un estel secundari, en aquest cas una nana vermella-taronja de tipus espectral K4. La massa estimada de la nana blanca és 0,60 masses solars i la de l'estel secundari 0,40 masses solars. Els dos estels estan molt properes entre si amb un període orbital de només 6,6 hores. L'estel taronja de la seqüència principal està tan propera a la nana blanca que perd matèria de la seva superfície, formant-se un disc d'acreció entorn d'aquesta última. Els esclats observats es relacionen amb processos que tenen lloc en aquest disc ric en hidrogen.